# Матросская тишина (пьеса)
«Матросская тишина» — пьеса 1958 года русского драматурга Александра Галича.
Пьеса была задумана в конце войны. Изначально, в 1946 году, пьеса состояла из трех актов, привязанных к разным историческим периодам: 1929, 1937 и 1944 годам. В 1956 году добавился ещё один акт, действие которого происходит в мае 1955 года, в десятую годовщину победы в Великой Отечественной войне; этот акт придавал пьесе оптимистическое звучание.
В центре повествования — судьба старого еврея, Абрама Шварца, и его сына Давида.

## Постановки
Пьеса была разрешена цензурой в 1956 году, на фоне хрущевской оттепели. Тогда же начались репетиции спектакля в «Студии молодых актёров» Ефремова. Однако позднее его не разрешили к показу по цензурным соображениям («искажение роли евреев в годы войны»).
Олег Табаков поставил пьесу в 1988 году со своими студентами, а 1990 году в театре Современник, который сразу стал театральным «хитом» Москвы; спектакль побывал на гастролях в 20 городах России и десятке городов мира. В постановке участвовали Владимир Машков, Евгений Миронов, Сергей Безруков, Александр Марин, и сам Олег Табаков.
По мотивам пьесы Владимир Машков снял фильм «Папа».
В 2023 году театр Табакова получил грант на показ спектакля «Матросская тишина» в Луганске и Донецке.